# 耶奥里·德拉瓦尔
耶奥里·德拉瓦尔（瑞典語：Georg de Laval，1883年4月16日—1970年3月10日），瑞典男子现代五项、射击运动员。他曾代表瑞典参加1912年夏季奥林匹克运动会，获得一枚银牌和一枚铜牌。